# 마하크샤트라파
마하크샤트라파(산스크리트어: महाक्षत्रप)는 중세 초기 구자라트에서 "대사트라프"를 의미하는 칭호였다. 쇠퇴하던 스키타이 제국의 사트라프(크샤트라파)들이 제국의 통치로부터 점점 더 독립하게 되었을 때, 서인도의 일부 지도자들은 그들의 칭호를 대사트라프로 격상시켰다.
마하크샤트라파 루드라다만 1세는 구자라트의 광범위한 운하 수리를 감독했고, 이것은 이중 경작으로 이어졌다. 그는 또한 그의 재산을 늘린 이웃들과의 전투를 이끌었다. 그의 선전물에서 루드라다만은 법의 지지자, 훌륭한 검객이자 권투선수, 훌륭한 기수이자 코끼리 기수, 마차 타는 사람, 문법과 음악의 유명한 학자, 논리적 사고가, 그리고 너그러운 왕으로 찬사를 받았다. 루드라다만을 칭송하는 기념비는 어느 정도까지 알려진 것들 중 최초의 고전 산스크리트어 비문이다.